# Alessandro Galilei
Alessandro Galilei (Firenze, 25 agosto 1691 – Roma, 21 dicembre 1737) è stato un architetto italiano.

## Biografia
Appartenente alla stessa famiglia del celebre Galileo Galilei, Alessandro Galilei, dopo una prima formazione come orafo e medaglista, si recò a Roma nel 1714 e cominciò a entrare in contatto con importanti visitatori patrizi provenienti dall'Inghilterra.
Trasferitosi a Londra lo stesso anno, Galilei fu profondamente influenzato dal palladianesimo, in voga presso quella cultura; a questi anni risalgono i disegni di una serie di dimore patrizie tra cui Kimbolton House, e la collaborazione all'edizione inglese dei Quattro Libri dell'Architettura di Andrea Palladio. Dopo alcuni progetti per chiese londinesi, non realizzati, Galilei si trasferì in Irlanda nel 1718, dove progettò altre ville suburbane tra cui Castletown House.
Richiamato in Italia dal cardinale Neri Corsini, nipote del futuro papa Clemente XII, nel 1719, Galilei divenne brevemente architetto di corte presso i granduchi Cosimo III de' Medici e Gian Gastone de' Medici, ambiziosi ma privi delle risorse economiche per realizzare grandi progetti. A questi anni risalgono il presbiterio della cattedrale di Cortona e l'Oratorio della Madonna del Vivaio a Scarperia. In questo periodo Galilei entrò in contatto con eruditi e intellettuali, come Giovanni Gaetano Bottari, un allievo di Ludovico Antonio Muratori, che sarà uno dei suoi mentori per le commissioni romane.

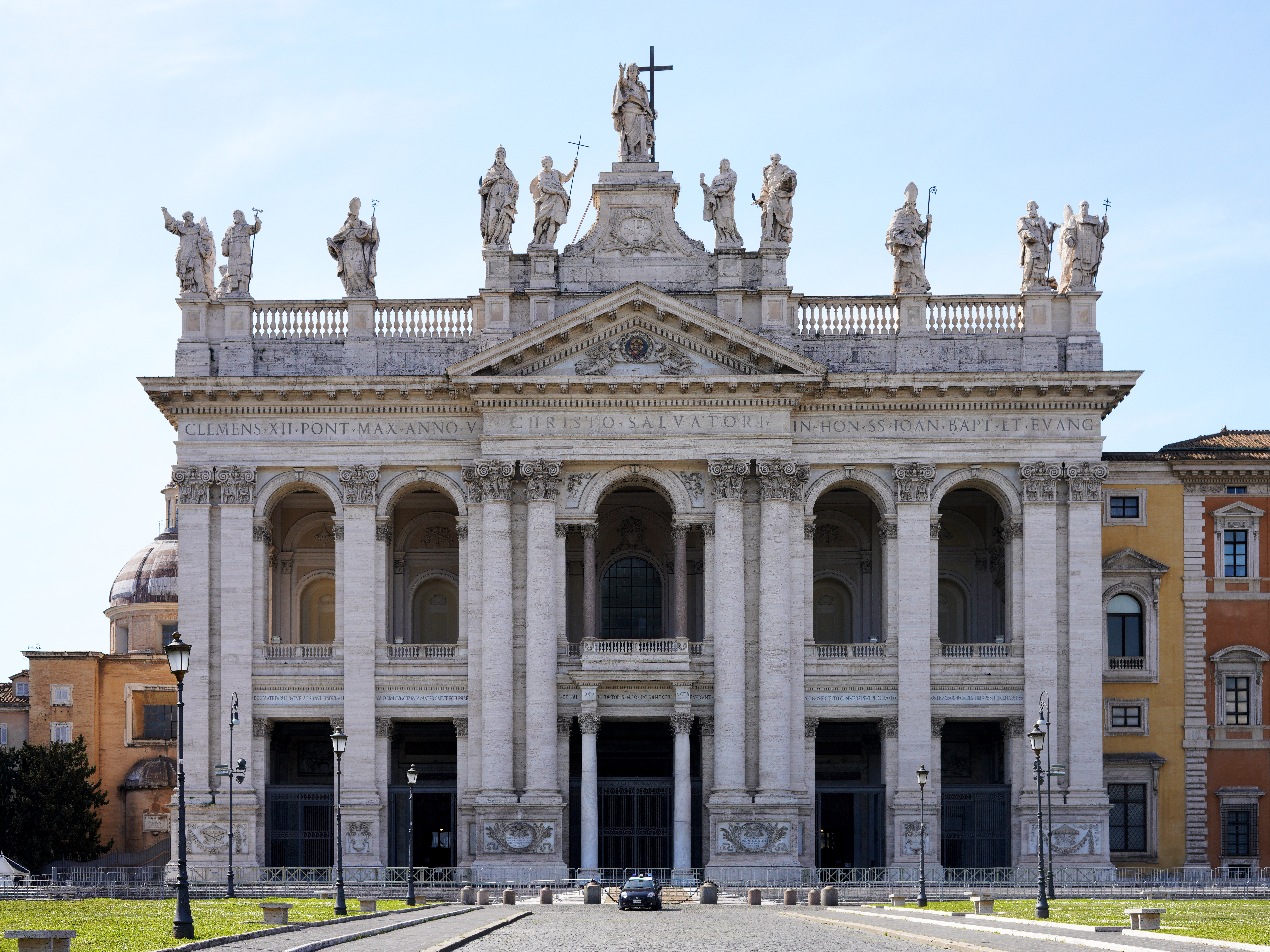
La facciata di San Giovanni in Laterano a Roma (1732)

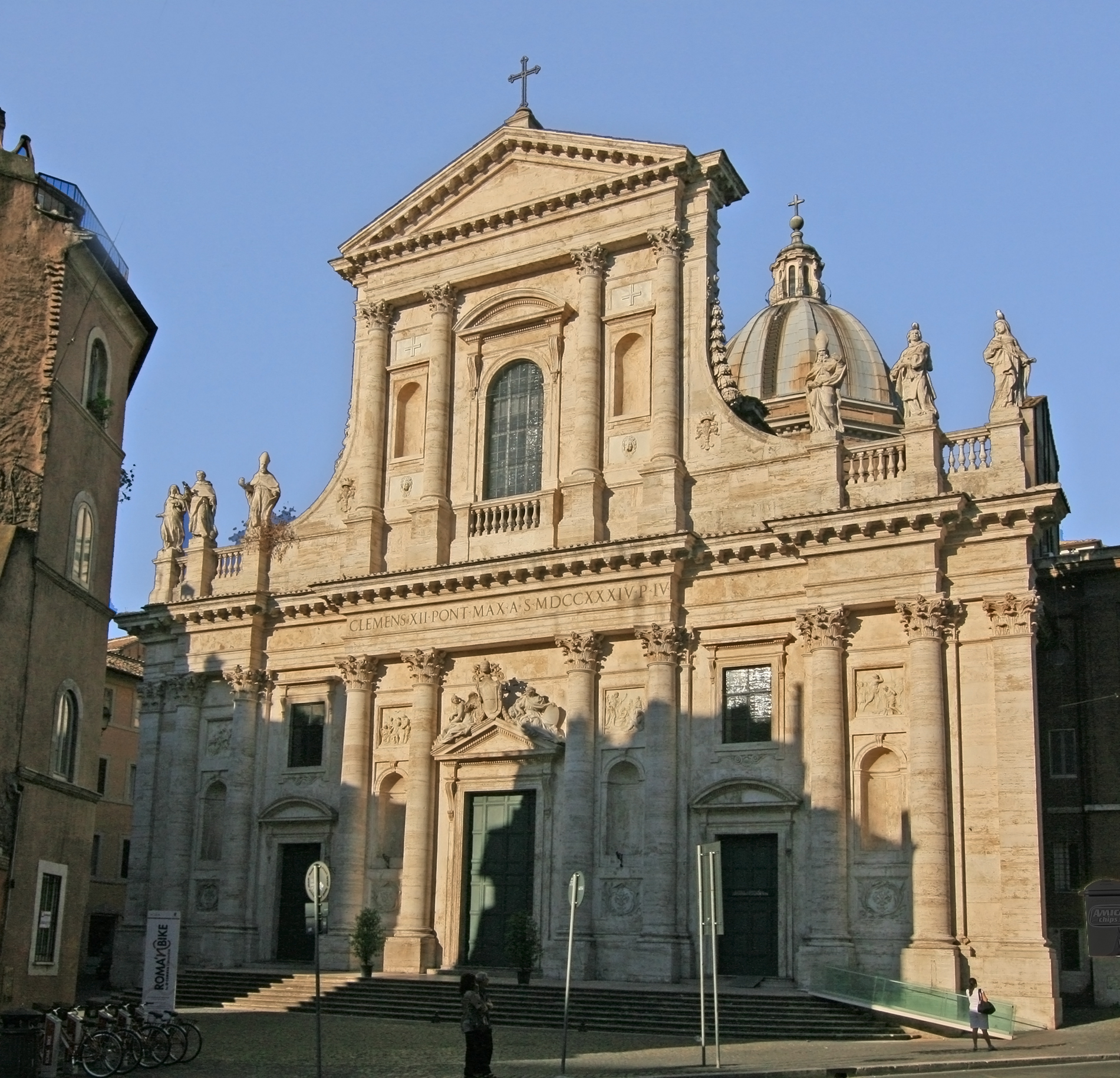
La facciata di San Giovanni dei Fiorentini (1733)

Nel 1731 l'elezione al soglio pontificio di Clemente XII, zio di uno dei suoi mecenati, aprì a Galilei la strada per Roma; la sua prima, immediata, commissione fu quella della cappella di famiglia in Laterano, forse la migliore delle sue opere tarde, di impianto chiaro e semplice (a croce greca ricoperta da una cupola cassettonata) ma raffinatissima per il gran numero di marmi preziosi e sculture degli artisti più prestigiosi allora disponibili (Camillo Rusconi, Giovanni Battista Maini, Pietro Bracci, Filippo della Valle). La cappella si rivelò un'opera dispendiosissima e Pasquino sentenziò: "[...] i marmi e l'oro onde il sepolcro splende/ sono il tributo che la chiesa rende/ a questo papa che morì pezzente".
Al 1732 risale la commissione per la facciata di San Giovanni in Laterano, dopo la vittoria in un concorso che lo vide primeggiare su architetti assai prestigiosi, tra cui Luigi Vanvitelli e Nicola Salvi, proposti dall'Accademia di San Luca; la facciata introduce elementi classicheggianti nel linguaggio tardobarocco della Roma papalina. L'architettura si articola in un colonnato colossale di stampo palladiano (ma non immemore del michelangiolesco Palazzo dei Conservatori in Campidoglio), sormontato da una balaustra e da una folla di statue gesticolanti in accordo con i temi del barocco romano.
Nel 1733 fu sempre Clemente XII a commissionargli la facciata di San Giovanni dei Fiorentini, altra sua opera ai tempi aspramente criticata per la scelta incongrua di sovrapporre due ordini corinzi, ispirata ancora una volta all'architettura del Rinascimento.
Sebbene le sue opere romane siano forse prive, per una sorta di compromesso con il barocco locale, della purezza e della qualità di quelle inglesi, l'importanza storica di Galilei fu quella di dar vita a un dibattito di riconsiderazione dello stile architettonico allora vigente e di aprire la strada al Neoclassicismo.